# Overleg Provinciale Erfgoedinstellingen Nederland

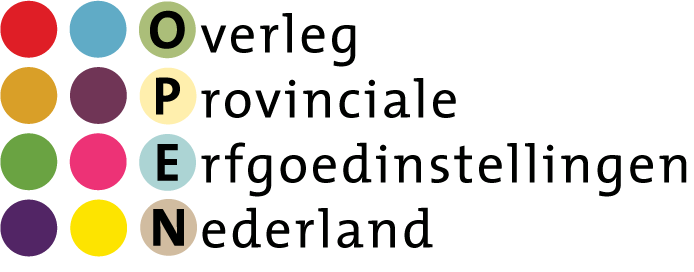
Logo

Het Overleg Provinciale Erfgoedinstellingen Nederland (OPEN) is een platform voor provinciale erfgoedorganisaties in Nederland.

## Doel en taak
Het Overleg Provinciale Erfgoedinstellingen Nederland beoogt de informatie-uitwisseling te bevorderen en de belangen te behartigen van de provinciale erfgoedinstellingen die meer dan één erfgoeddiscipline bedienen. Voorbeelden van erfgoeddisciplines zijn archeologie, monumenten, cultuurlandschap en rituelen.
Activiteiten van OPEN zijn onder meer het organiseren van ontmoetingen, het onderhouden van contacten tussen landelijke erfgoedorganisaties en het informeren van overheden.
Overleg is er met bijvoorbeeld de koepels voor museumconsulenten, erfgoededucatie, monumentenzorg en archeologie en met de Stichting Nederlandse Dialecten en de provinciale Monumentenwachten.

## Erfgoedhuizen per provincie
Vrijwel elke provincie beschikt over een eigen erfgoedhuis of vergelijkbare provinciale erfgoedinstelling. Deze richten zich op de ondersteuning van beheerders en gebruikers van erfgoed.
Musea bijvoorbeeld kunnen rekenen op de steun van museumconsulenten op het gebied van registratie, documentatie, behoud, beheer en ontsluiting van collecties. Dat geldt ook voor de archieven en beoefenaars van de geschiedenis, zoals historische verenigingen.
Gemeenten worden ondersteund door de provinciale steunpunten cultureel erfgoed (Monumentenzorg en Archeologie) bij de ontwikkeling en uitvoering van beleid op die gebieden.
In sommige erfgoedinstellingen maakt ook de Monumentenwacht, die bouwkundige inspecties uitvoert en monumentenbeheerders onafhankelijke onderhoudsadviezen geeft, deel uit van de dienstverlenende activiteiten.
De meeste provinciale erfgoedinstellingen hebben een afdeling erfgoededucatie, die scholen en erfgoedinstellingen met elkaar in contact brengt en begeleidt bij het verzorgen van erfgoededucatie.
Provinciale erfgoedinstellingen verzorgen daarnaast verschillende publicaties, zoals handleidingen voor professionals en vrijwilligers. De erfgoedinstellingen helpen ook digitaal mee door provinciale websites en databanken te ontwikkelen voor de objecten of collecties van afzonderlijke erfgoedbeheerders.
De erfgoedinstellingen per provincie zijn:
- Erfgoedpartners in Groningen
- Stichting Erfgoed & Publiek in Friesland
- Platform Drentse Musea en Drents Archief
- Erfgoedplatform Overijssel
- Erfgoed Gelderland
- Landschap Erfgoed Utrecht
- Landschapsbeheer Flevoland
- MOOI Noord-Holland
- Erfgoedhuis Zuid-Holland
- Erfgoed Zeeland
- Erfgoed Brabant
- Huis voor de Kunsten Limburg

Soms zijn de provinciale erfgoedinstellingen nauw verbonden met andere provinciale instellingen op het gebied van cultuurhistorie, zoals de provinciale steunpunten cultureel erfgoed.